# Museo del design di Helsinki
Il Museo del design di Helsinki (in finlandese: Designmuseo) è un ente museale dedicato al design, alla moda e alla grafica situato nel quartiere Kaartinkaupunki nella parte sud di Helsinki ed è di proprietà della Repubblica di Finlandia. L'edificio, originariamente progettato come edificio scolastico, in stile neogotico dall'architetto Gustaf Nyström, fu completato nel 1895. Il museo organizza anche mostre internazionali itineranti e pubblica libri e cataloghi di mostre. Dalla home page del museo è possibile accedere gratuitamente a diverse mostre web sul design finlandese, ad esempio sulla produzione di Marimekko e Arabia Factory e sui designer Kaj Franck e Oiva Toikka.